# Liparochrus septentrionalis
Liparochrus septentrionalis är en skalbaggsart som beskrevs av Renaud Maurice Adrien Paulian 1980. Liparochrus septentrionalis ingår i släktet Liparochrus och familjen Hybosoridae. Inga underarter finns listade i Catalogue of Life.